# 하서 (전조)
하서(河瑞)는 중국 전조(前趙) 광문제(光文帝)의 두 번째 연호이다. 309년 5월에서 310년 6월까지 1년 2개월 동안 사용하였다. 310년 6월, 광문제의 뒤를 이어 즉위한 폐제(廢帝) 유화(劉和)가 7월까지 이어서 사용하였으며, 유화를 폐위시키고 즉위한 소무제(昭武帝) 유총(劉聡)이 개원하였다.
같은 시기에 사용된 다른 연호로는 서진(西晉)에서 사용한 영가(永嘉 : 307년 ~ 313년), 성한(成漢)에서 사용한 안평(晏平 : 306년 ~ 310년)이 있다.

## 연대대조표
| 하서                | 원년           | 2년        |
| 서력                | 309년          | 310년      |
| 육십간지 (六十干支) | 기사(己巳)     | 경오(庚午) |
| 서진 (西晉)         | 영가(永嘉) 3년 | 4년        |
| 성한 (成漢)         | 안평(晏平) 4년 | 5년        |

## 같이 보기
- 중국의 연호

| 이전 연호 영봉(永鳳) | 중국의 연호 전조(前趙) | 다음 연호 광흥(光興) |